# 詹姆斯·肖

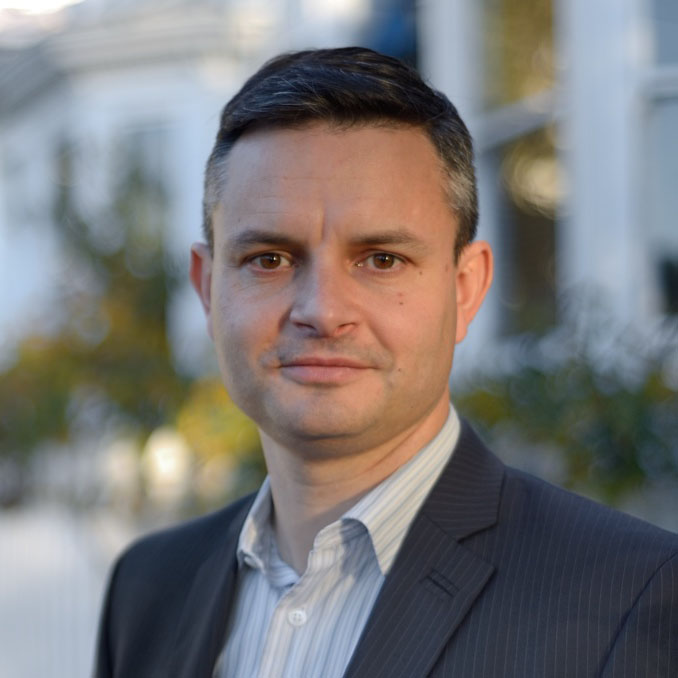

詹姆斯·肖（英語：James Peter Edward Shaw；1973年5月6日—）是紐西蘭的一个政治家，隶属于奥特亚罗瓦新西兰绿党。在2014年新西兰议会选举中，他首次當選议会議員。2015年5月，詹姆斯·肖被選為綠黨的共同领袖之一，兩年後獲委任為傑辛達·阿德恩的數據部兼氣候變化部長至今。